# Cratere Beli
Beli è un cratere sulla superficie di Callisto.